# Quận của tỉnh Cher
3 quận của tỉnh Cher gồm:
1. Quận Bourges, (tỉnh lỵ của tỉnh Cher: Bourges) với 16 tổng và 131 xã. Dân số của quận này là 176.631 người năm 1990, 174.031 người năm 1999, tăng trưởng dân số là 1.47%.
2. Quận Saint-Amand-Montrond, (quận lỵ: Saint-Amvà-Montrond) với 11 tổng và 116 xã. Dân số của quận này là 69.233 người năm 1990, và 67.344 người năm 1999, tăng trưởng dân số là 2.73%.
3. Quận Vierzon, (quận lỵ: Vierzon) với 8 tổng và 43 xã. Dân số của quận này là 75.695 người năm 1990, và 73.053 người năm 1999, tăng trưởng dân số là 3.49%.